# Reliable Dayton Motor Car Company

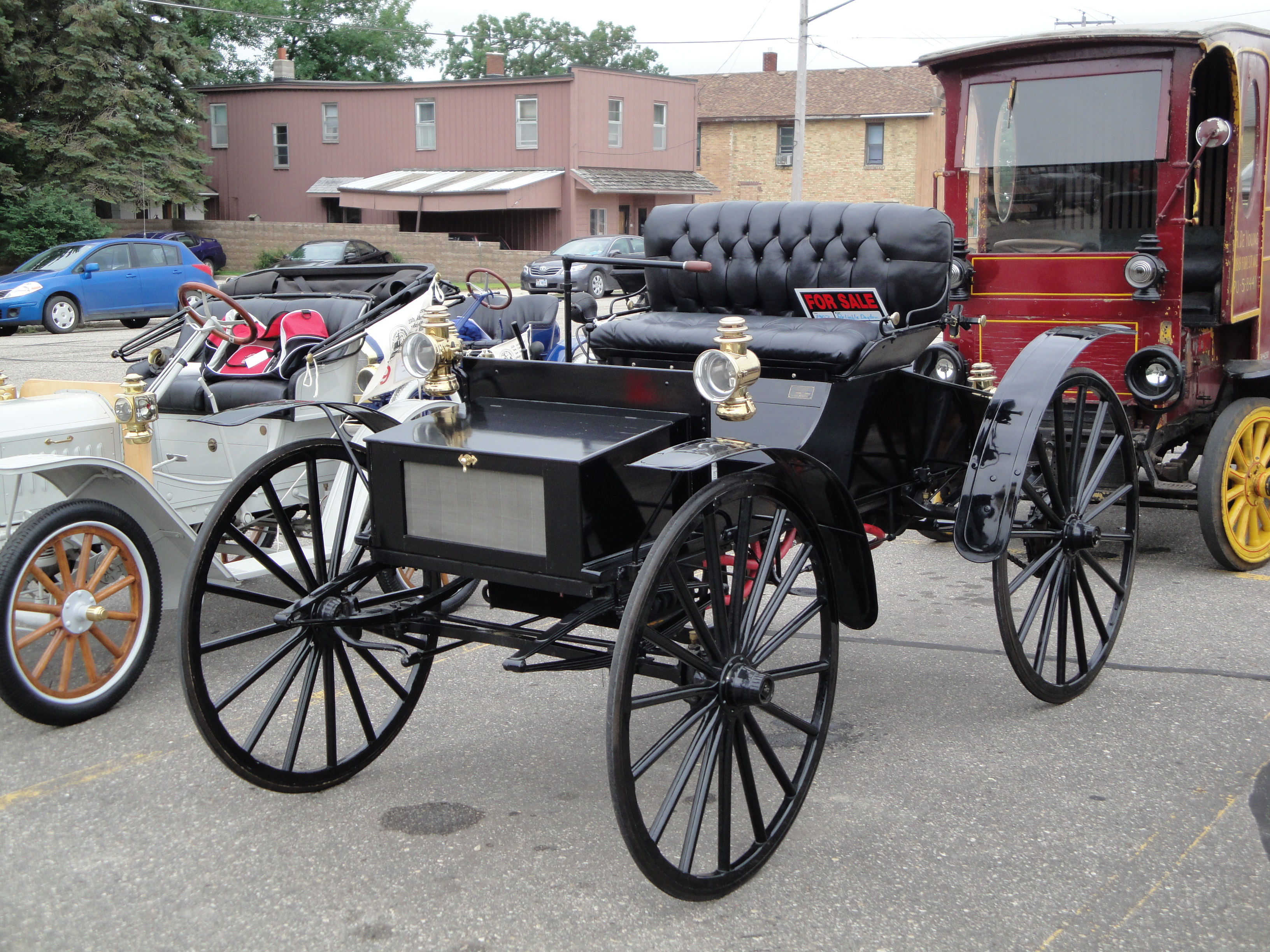
Reliable Dayton von 1907

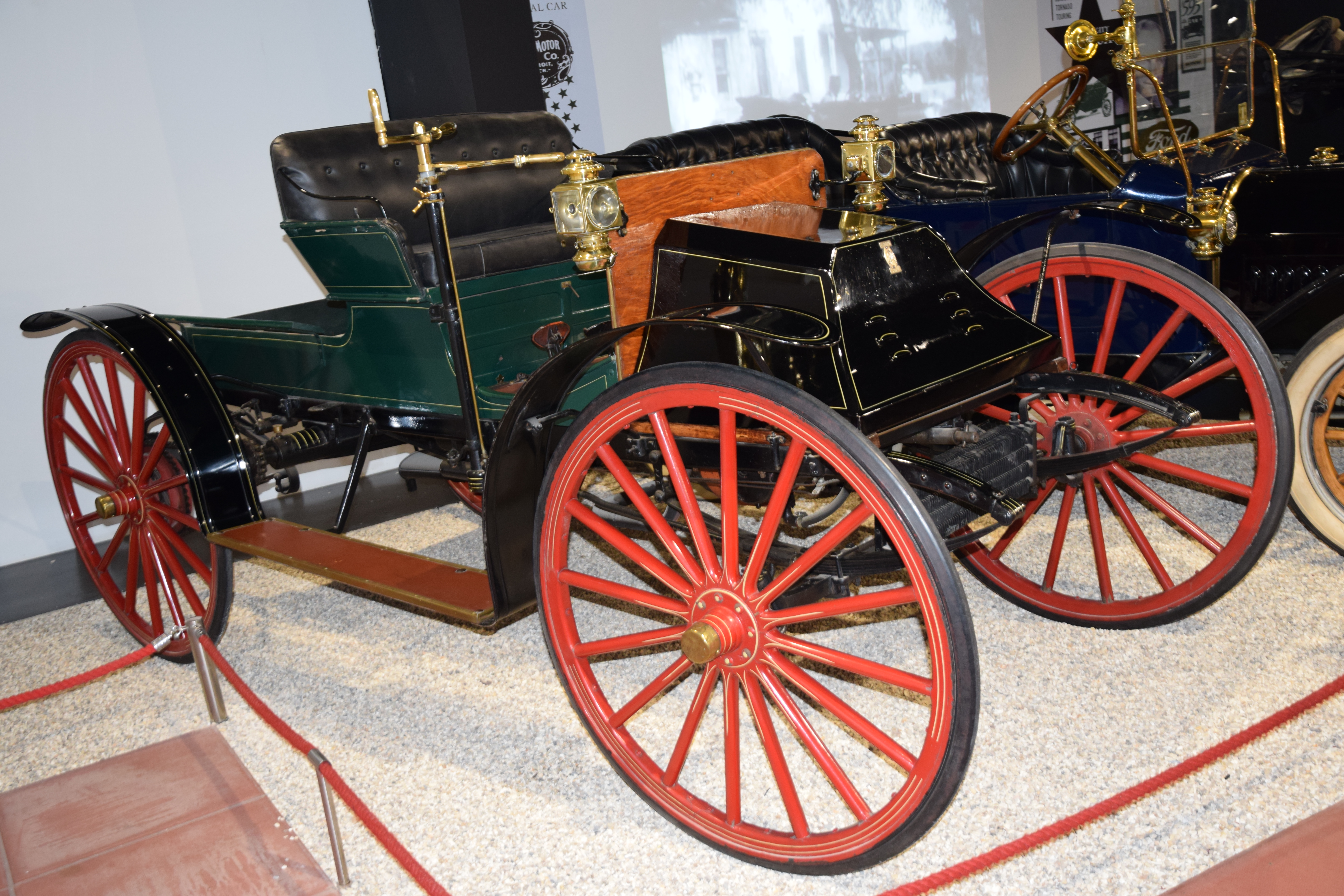
Reliable Dayton von 1909

Reliable Dayton Motor Car Company war ein US-amerikanischer Hersteller von Automobilen.

## Unternehmensgeschichte
William O. Dayton begann im Frühling 1906 mit der Produktion von Automobilen. Erst gegen Ende des Jahres gründete er dazu das Unternehmen in Chicago in Illinois. Der Markenname lautete Reliable Dayton.
1909 endete die Produktion. Die Fal Automobile Company übernahm das Werk.

## Fahrzeuge
Im Angebot standen Highwheeler. Der Motor war unter dem Sitz montiert und trieb die Hinterachse an. Anfangs befand sich ein Wasserkühler oberhalb der Vorderachse. Später gab es vorne eine Haube, die den Motorhauben von Renault ähnelte, aber keinen Motor abdeckte, sondern Benzin- und Wassertank. Alle Motoren waren Zweizylindermotoren und stammten von der Dayton & Mashey Automobile Works. Anfangs waren es Zweitakt- und später Viertaktmotoren.
Nur eine Quelle gibt für 1906 ein kleines Modell an. Bohrung und Hub betrugen jeweils 88,9 mm. Rechnerisch waren das 1104 cm³ Hubraum. Der Motor leistete 10 PS. Der Radstand war mit 152 cm angegeben.
Von 1906 bis 1907 standen zwei Modelle im Sortiment. Beide hatten einen Motor mit 15 PS Leistung. Das Model C war ein Motorbuggy mit 213 cm Radstand. Beim Model I, der als Surrey karosseriert war, betrug der Radstand 249 cm. 111,125 mm Bohrung und 101,6 mm Hub ergaben 1971 cm³ Hubraum.
1908 hatte das Model E einen Radstand von 213 cm und war als Runabout und Coupé erhältlich. Beim Surrey Model F hatte das Fahrgestell 262 cm Radstand.
1909 entfiel das Coupé. 114,3 mm Bohrung und ebenfalls 114,3 Hub ergaben nun 2346 cm³ Hubraum. Die Motorleistung war aber weiterhin mit 15 PS angegeben. 
Neu war das Model B, auch Improved Dayton genannt. Sein Viertaktmotor hatte 120,65 mm Bohrung, 101,66 mm Hub, 2323 cm³ Hubraum und war mit 18/20 PS angegeben. Fahrgestell und Aufbau entsprachen dem Model E.

## Modellübersicht
| Jahr      | Modell          | Ausführung | Zylinder | Leistung (PS) | Radstand (cm) | Aufbau          |
| --------- | --------------- | ---------- | -------- | ------------- | ------------- | --------------- |
| 1906–1907 | Model C         |            | 2        | 15            | 213           | Motor Buggy     |
| 1906–1907 | Model I         |            | 2        | 15            | 249           | Surrey          |
| 1908      | Model E         |            | 2        | 15            | 213           | Runabout, Coupé |
| 1908      | Model F         |            | 2        | 15            | 262           | Surrey          |
| 1909      | Model E         |            | 2        | 15            | 213           | Runabout        |
| 1909      | Model F         |            | 2        | 15            | 262           | Surrey          |
| 1909      | Improved Dayton | Model B    | 2        | 18/20         | 213           | Runabout        |